# Earl Warren
Earl Warren (Los Angeles, 19 de març de 1891 - Washington D.C., 9 de juliol de 1974), fou un jurista i polític dels Estats Units, trentè governador de Califòrnia, candidat del partit republicà a la vicepresidència dels Estats Units i catorzè president del Tribunal Suprem dels Estats Units.
Durant la seva etapa a la Cort Suprema, es mostra més aviat progressista que conservador, i influí en nombroses decisions, com ara les que declararen la inconstitucionalitat de la segregació racial a les escoles, els drets civils, la separació entre les esglésies i l'Estat i els drets de defensa en el procediment penal. La famosa frase, popularitzada al cinema, «té vostè dret a guardar silenci, qualsevol cosa que digui podrà ser utilitzada en contra seva…» és conseqüència d'aquestes decisions sobre els drets de la persona detinguda.
Va presidir també la comissió d'investigació sobre l'assassinat del president Kennedy.